# مغامرات ماكس العجيب
مغامرات ماكس العجيب مسلسل رسوم متحركة ألماني انتج عام 1994 يتكون من 26 حلقة وتمت دبلجة المسلسل للغة العربية بواسطة إستديوهات الشبكة العربية للإنتاج.

## روابط خارجية
- مغامرات ماكس العجيب على موقع IMDb (الإنجليزية)